# Vojtěch Kerhart
Vojtěch Kerhart (2. července 1892 Poděbrady – 31. května 1978 Poděbrady) byl český architekt a představitel meziválečného funkcionalismu. Často spolupracoval se sochaři na tvorbě památníků. Jeho památník bitvy u Slavkova na Žuráni (1928) a Libenského kolonáda v Poděbradech jsou chráněny jako kulturní památky.

## Život

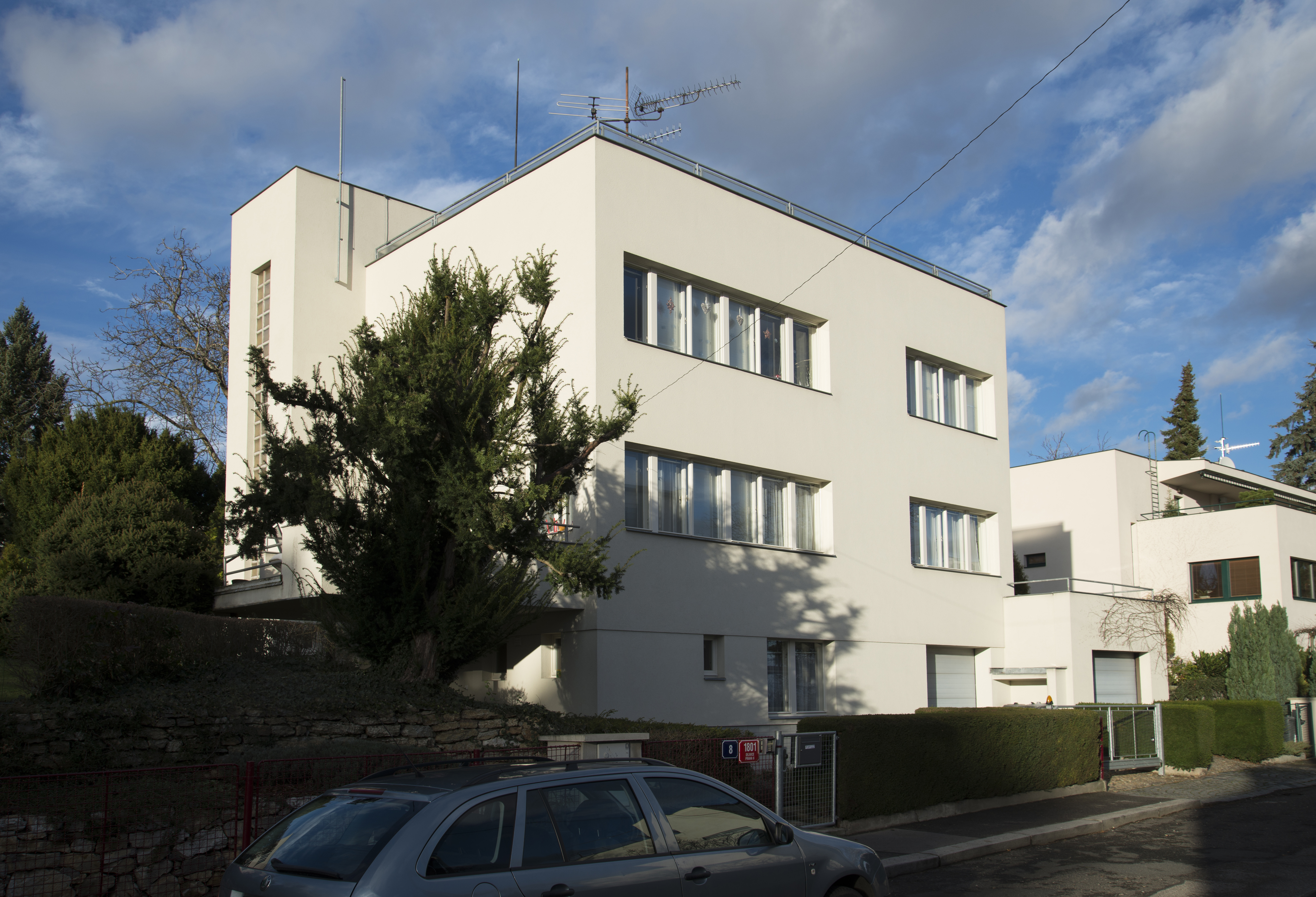
Dům Moravec v pražské osadě Baba

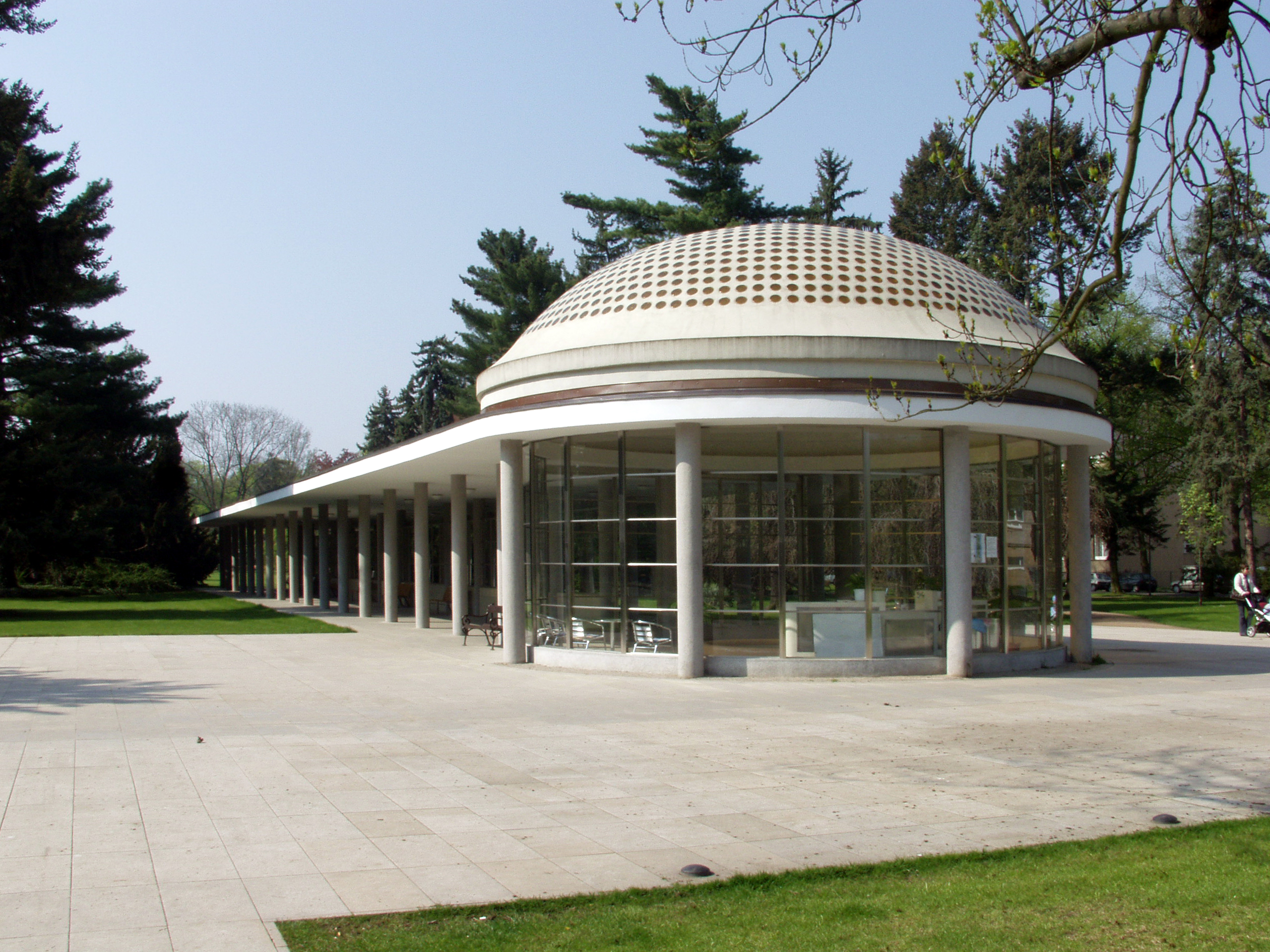
Libenského kolonáda v Poděbradech

### Rodinný
Narodil se roku 1892 v Poděbradech. Jeho otec Vojtěch Kerhart st. (1863–1924) byl zakladatelem největšího průmyslového podniku ve městě (Kerhartova pila a cihelna), dlouholetým okresním starostou a starostou Sokola. Vojtěch Kerhart st. měl z prvního manželství syna Vladimíra Kerharta, který byl podnikatelem. Roku 1891 se podruhé oženil s Anežkou Knoblochovou z Poděbrad, se kterou měli pět dětí. Jeho sourozenci byli akademický malíř Oldřich Kerhart (1895–1947), Jaromír Kerhart (1897–1943), který po otci převzal řízení rodinného podniku, Olga Kerhartová (*1899) a Věra Kerhartová (*1900). Zmínit musíme také bratrance Františka Kerharta, který byl rovněž významným architektem a autorem poděbradské městské spořitelny na Riegrově náměstí.
Sám Vojtěch Kerhart se roku 1933 oženil s lékařkou Martou Švadlenkovou. Měli spolu dcery Martu a Jiřinu. Jeho manželka Marta Kerhartová však zemřela v roce 1937. Po smrti bratra Jaromíra Kerharta v koncentračním táboře Osvětim roku 1943 se Vojtěch Kerhart stal poručníkem jeho tří dětí Jaromíra, Vojtěcha a Aleny. Po válce se s vdovou Marii Kerhartovou oženil.

### Pracovní

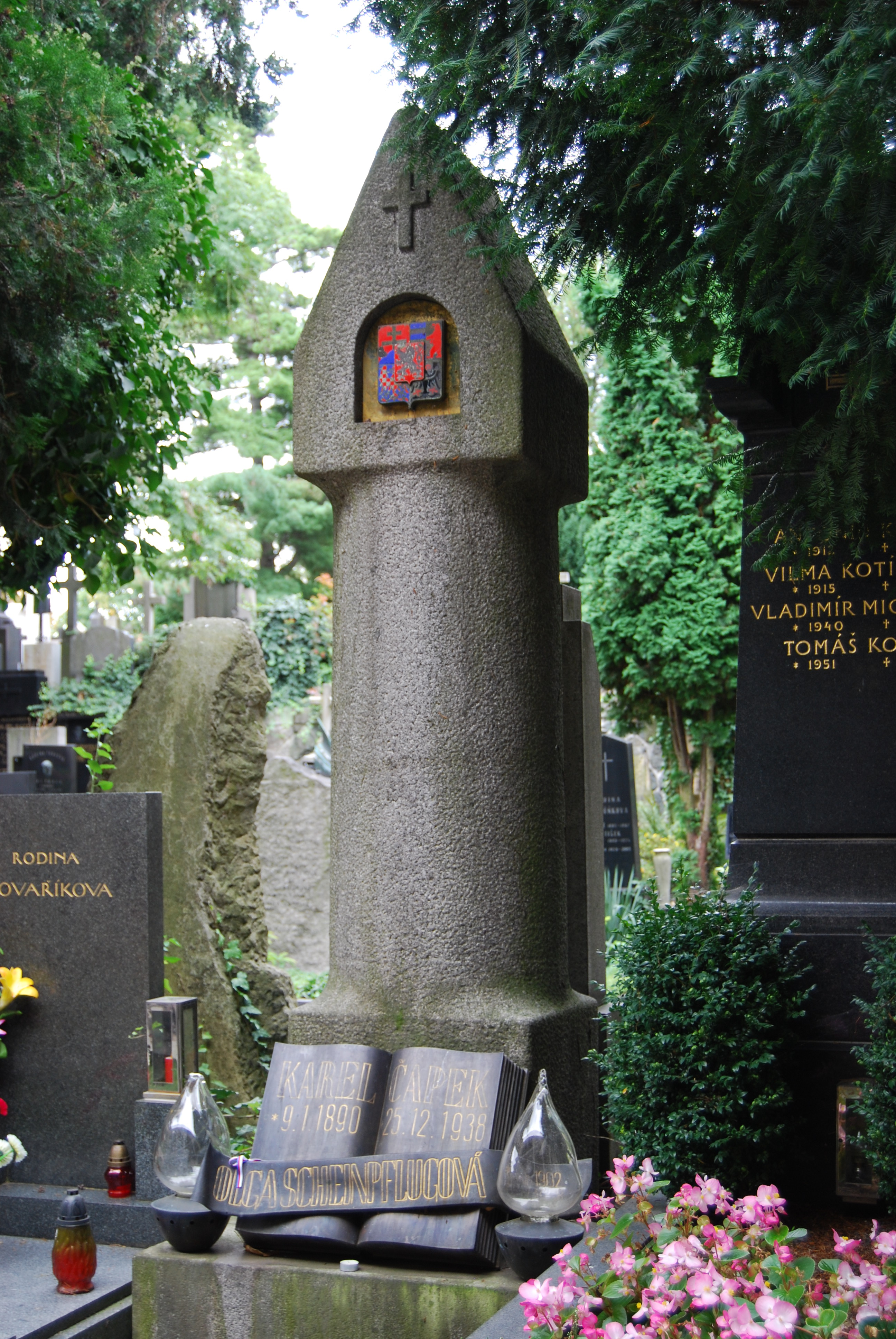
Na hrobce Karla Čapka a Olgy Scheinpflugové spolupracovali Vojtěch Kerhart a Josef Čapek

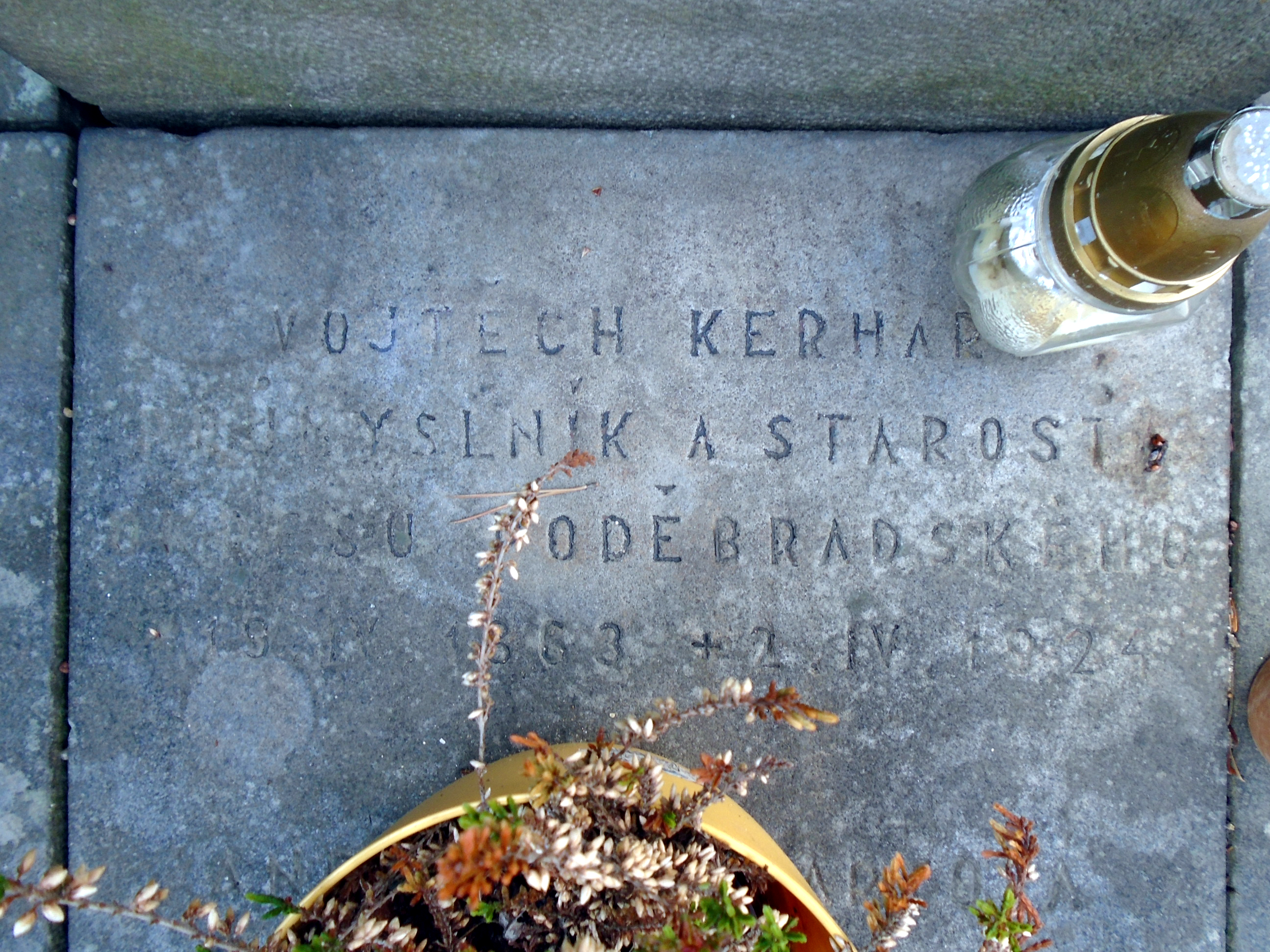
Náhrobek otce Vojtěcha Kerharta na hřbitově v Poděbradech-Kluku

Roku 1910 Vojtěch Kerhart maturoval na nymburské reálce a pokračoval studiem architektury na Českém vysokém učení technickém v Praze. Kerhartovo studium architektury přerušila první světová válka. Byl odveden na frontu, kde později přešel k československým legiím v Rusku, se kterou absolvoval sibiřskou anabázi a dosáhl hodnosti majora. Do nově vzniklého Československa se vrátil roku 1920 a studia architektury dokončil o dva roky později.
V letech 1922–1924 byl úředníkem Ministerstva veřejného zdravotnictví a následně dva roky pracovníkem Ministerstva národní obrany. V letech 1925–1949 byl samostatným architektem. Navrhl celou řadu vil a veřejných budov ve funkcionalistickém slohu (např. domy spisovatele Václava Řezáče a dům ředitele Moravce ve známé pražské osadě Baba). Spřátelil se s francouzským architektem Le Corbusierem, který jej v Poděbradech několikrát navštívil. Jako architekt se podílel na stavbě mnoha pomníků. S tím souviselo jeho členství v Umělecké besedě, kterou v letech 1927–1938 zastupoval v Památkovém odboru hlavního města Prahy. Po smrti Karla Čapka roku 1938 byl jeho bratrem Josefem Čapkem vyzván ke spolupráci na jeho náhrobku. Kerhart a Čapek pro hrobku zvolili tvar boží muky dekorované otevřenou knihou (atribut spisovatel) a znakem Československé republiky. Po válce pak, společně se sochařem Karlem Lidickým, vytvořil bustu Josefa Čapka, která byla umístěna v chodbě Jiráskova divadla v Hronově. Na bustě byl text: Památce hronovského rodáka spisovatele Josefa Čapka umučeného roku 1945.
Několik staveb Kerhart realizoval i v rodných Poděbradech. Jedná se o funkcionalistickou budovu Vyšší školy hospodářské (dnes zemědělská škola), budovu pošty, vilu továrníka Oldřicha Zikmunda, Libenského kolonádu a kiosk nad Riegrovým pramenem Poděbradky. Další stavby nebyly realizovány – biograf Sokola z roku 1930, evangelický kostel z roku 1932, nové divadlo (1939) a říční lázně (1940). Kerhart přišel s nápadem vytvořit ve městě památník T. G. Masaryka od Otto Gutfreunda (kopie sochy byly instalovány ještě v  Kroměříži a Nitře). Poděbradská socha byla za nacismu odstraněna, po válce se na své místo krátce vrátila, ale za komunismu byla zcela zničena.
Po komunistickém převratu v roce 1948 již nemohl pracovat samostatně. V dalších letech byl zaměstnancem Stavoprojektu KS a dalších konstrukčních kancelářích (Papcel, Sudop). V roce 1968 společně s lékařem Ladislavem Filipem uspořádal sbírku na obnovu poděbradského pomníku TGM. Obnově zabránila okupace a následná normalizace. Zemřel roku 1978 v rodných Poděbradech. Pohřben byl do rodinné hrobky ozdobené sochou od Karla Lidického.

## Dílo

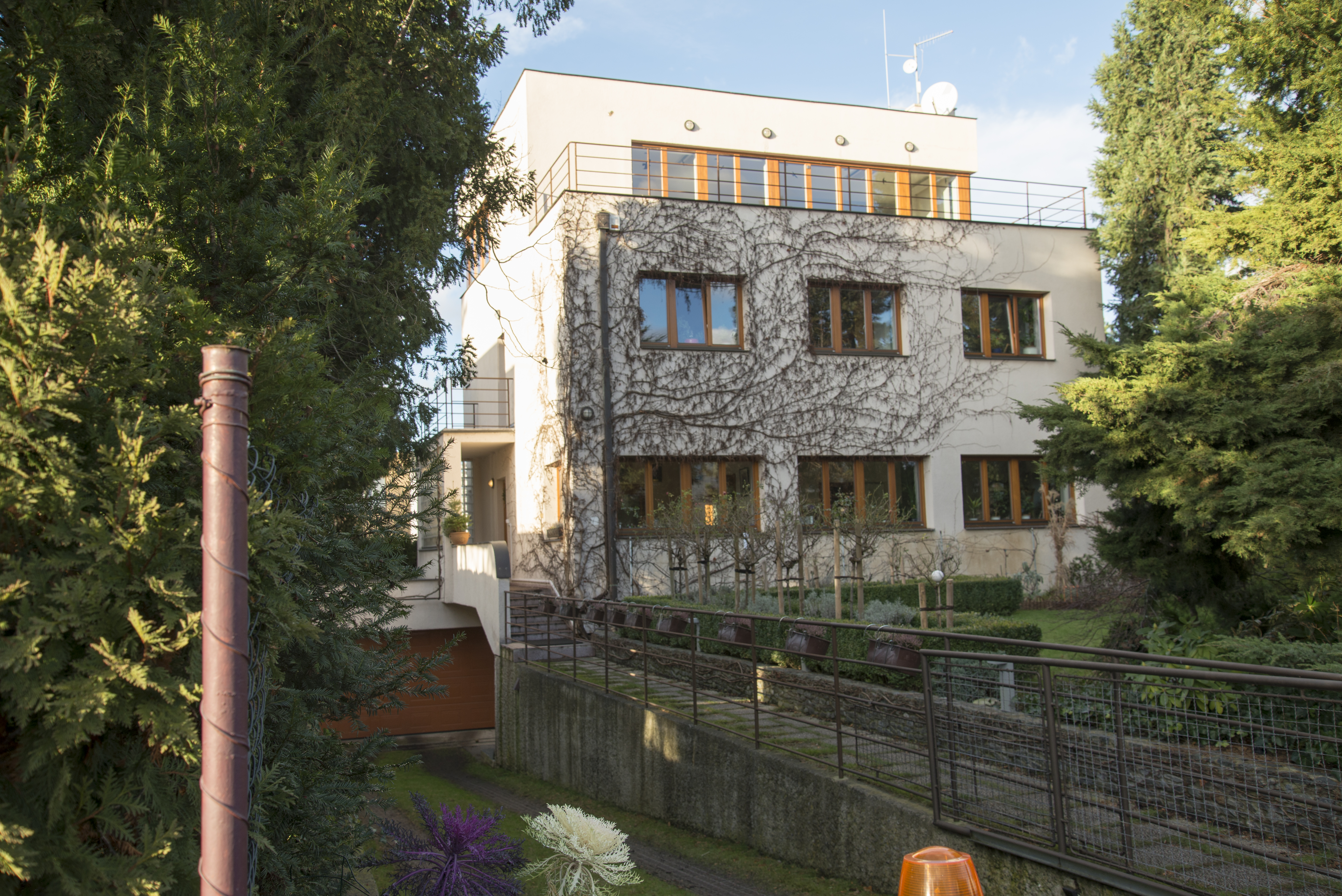
Dům Řezáč v pražské osadě Baba

### Realizované stavby (výběr)
- Kasárna železničního pluku v Pardubicích (1924)[7]
- Vyšší škola hospodářská v Poděbradech (1926)[8]
- Vila továrníka Škody v Průhonicích (1927)[7]
- Vila továrníka Zikmunda v Poděbradech[7]
- Civilní letiště v Praze-Ruzyni (1932) – spoluautor[7]
- Dům Řezáč v osadě Baba (1932)
- Dům Moravec v osadě Baba (1932)
- Budova pošty v Poděbradech (1933)[12]
- Libenského kolonáda v Poděbradech (1936) – kulturní památka[7]
- Letecká kasárna v Plzni (1937)[7]
- Kiosk nad Riegrovým pramenem v Poděbradech (60. léta).[4]

### Realizované sochy a pomníky (výběr)

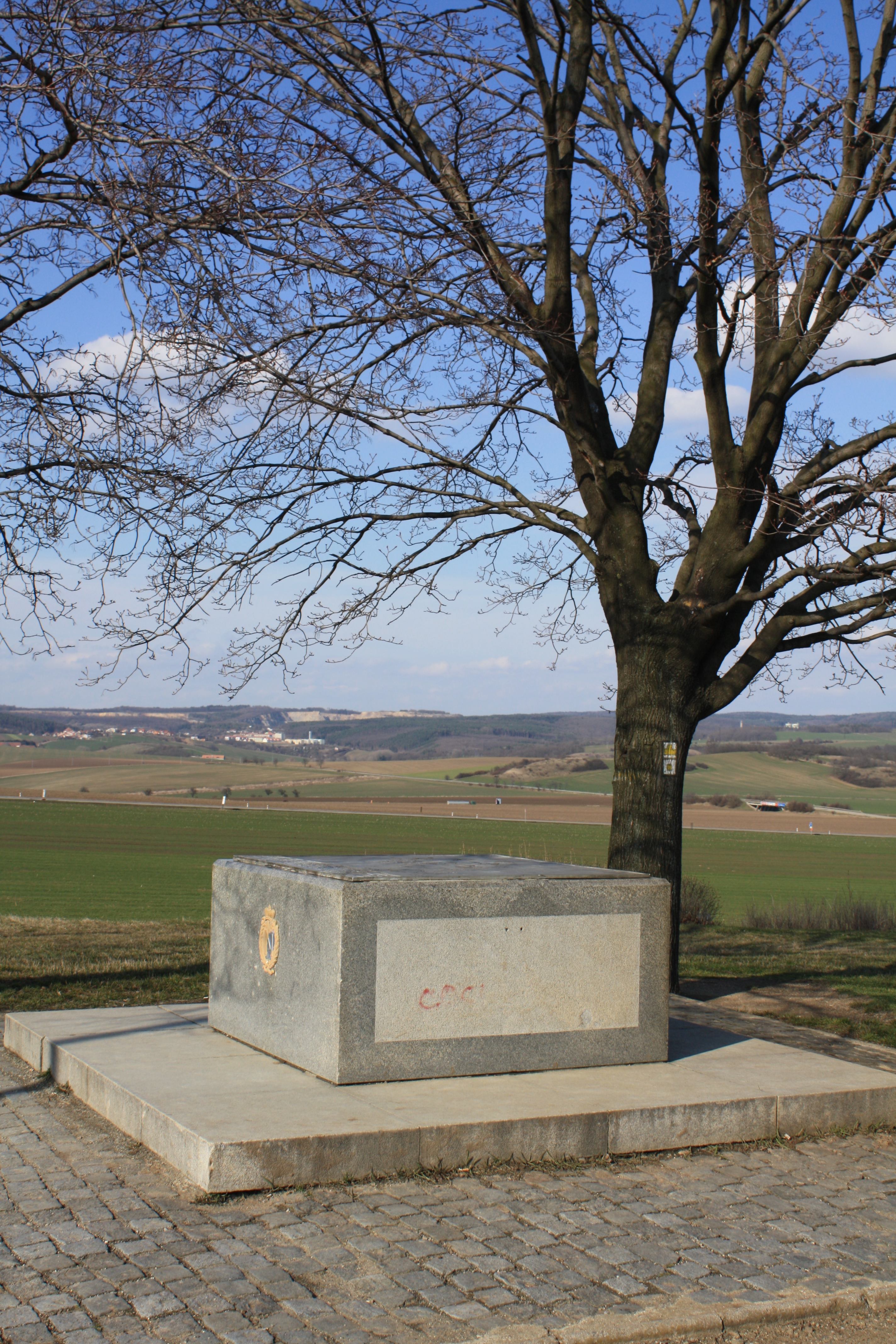
Památník bitvy u Slavkova na Žuráni

- Pomník T. G. Masaryka v Poděbradech, Kroměříži a Nitře (1928) – autor samotné sochy Otto Gutfreund[7]
- Památník bitvy u Slavkova na Žuráni (1928) – kulturní památka[7]
- Některé hrobky na hřbitově v Poděbradech-Kluku, např. MUDr. Jakuba Vondrovice
- Pomník Bedřicha Smetany v lázeňském parku v Poděbradech (1934)[7]
- Náhrobek Karla Čapka na Vyšehradě (1938) – spolupráce Josef Čapek[9]
- Pamětní deska generálu Lužovi (1945)[7]
- Busta Josefa Čapka v Jiráskově divadle v Hronově (po 1945) – spolupráce Karel Lidický
- Pomník Obětem nacistické surovosti v Poděbradech (1948) – spolupráce Karel Lidický[11]
- Pomník S. K. Neumanna v Poděbradech – spolupráce Karel Lidický[11]

### Návrhy (výběr)
- Biograf Sokola v Poděbradech (1930)
- Evangelický kostel v Poděbradech (1932)
- Nové divadlo v Poděbradech (1939
- Říční lázně v Poděbradech (1940)